# LIFE (Salyuの曲)
「LIFE」（ライフ）は、Salyuの14作目のシングル。

## 概要
初回盤は、『Salyu TOUR 2010 MAIDEN VOYAGE』(2010年5月15日 人見記念講堂)のドキュメンタリー・ダイジェスト映像（各曲はフル収録）を収録したDVDが特典として付属している。
なお、通常盤にはSalyuが作詞・作曲を手掛けた「タングラム」が収録されている。
シングルの名称は『LIFE』だが、タイトル曲の名称は『LIFE (ライフ)』となっている。

## 収録曲

### CD
1. LIFE (ライフ) （5:13）
（作詞・作曲・編曲:小林武史）
2. Cure The World（5:20）
（作詞:Salyu　作曲:百田留衣　編曲:トベタ・バジュン）
  - J-WAVE「Jam the WORLD」のエンディング曲（2010年8月2日 - 2011年9月30日）
3. タングラム（3:00）
（作詞・作曲:Salyu・国府達矢　編曲:国府達矢）（通常盤のみ）

### DVD
1. Live at Showa Women’s University Hitomi Memorial Hall 2010.5.15（初回盤のみ）
  1. OPENING (海の歌)
  2. emergency sign
  3. cruise
  4. BIRTHDAY
  5. iris 〜しあわせの箱〜
  6. 新しいYES
  7. VOYAGE CALL

## 収録アルバム
- 『photogenic』 (#1)
- 『Salyu 20th Anniversary Tribute Album "grafting"』 (#1) - セルフカバーとして新録。